# Grzegorz z Elwiry
Św. Grzegorz z Elwiry (ur. pod koniec III wieku, lub na początku IV wieku, zm. po 392) – wczesnochrześcijański pisarz łaciński, biskup Elwiry (Betyka), przeciwnik arianizmu i święty katolicki.
W latach 380-385 przewodził lucyferianom. Jego imię jest wymienione w dziele Libellus precum ad Imperatores.

## Pisma
Grzegorz z Elwiry zaliczany jest do najważniejszych teologów i pisarzy hiszpańskich przed Izydorem z Sewilli. Zajmował się m.in. egzegezą. Jest autorem rozpraw poświęconym Pismu Świętemu, m.in.: Dwadzieścia kazań Orygenesa o księgach Pisma Świętego (Tractatus XX Origenis de libris SS. Scripturarum), O arce Noego (De arca Noe), Pięć kazań o Pieśni nad Pieśniami (Tractatus V de Epithalamio), O wierze prawowitej (De fide orthodoxa). W tym ostatnim piśmie Grzegorz z Elwiry broni nicejskiego terminu homoousios.

## Kult
Jego wspomnienie liturgiczne w Kościele katolickim obchodzone jest 24 kwietnia.